# Галдобина, Елена Викторовна
Еле́на Ви́кторовна Галдо́бина (род. 24 августа 1976, Ленинград) — российский режиссёр-мультипликатор и сценарист.

## Биография
Родилась 24 августа 1976 года в Ленинграде.
Окончила курсы аниматора на студии анимационного кино «Мельница».
Елена Галдобина дебютировала как режиссёр-мультипликатор в 2006 году и отсняла свою первую серию в мультсериале «Лунтик и его друзья».
В 2011-2023 году она начала работу над популярным мультсериалом «Барбоскины».
В 2014 году она стала режиссёром анимации мультфильма «Три богатыря. Ход конём», как указано в самих титрах.
В 2018 году режиссёр выпустила сказочный приключенческий сериал «Царевны», предназначенным для девочек.
В 2020 году вышел мультфильм «Барбоскины на даче» в компьютерной графике. В конце августа 2022 года выходит второй фильм — «Барбоскины Team».

## Фильмография
| Год              | Фильм                               | Режиссёр  | Сценарист | Режиссёр анимации |
| ---------------- | ----------------------------------- | --------- | --------- | ----------------- |
| 2006—наст. время | Лунтик и его друзья                 | зелёная ✓ | зелёная ✓ | —                 |
| 2011—наст. время | Барбоскины                          | зелёная ✓ | зелёная ✓ | —                 |
| 2014             | Три богатыря. Ход конём             | —         | —         | зелёная ✓         |
| 2016             | Три богатыря и морской царь         | —         | —         | зелёная ✓         |
| 2011—2017        | Урфин Джюс и его деревянные солдаты | —         | —         | зелёная ✓         |
| 2017             | Три богатыря и принцесса Египта     | —         | —         | зелёная ✓         |
| 2018—наст. время | Царевны                             | зелёная ✓ | зелёная ✓ | —                 |
| 2020             | Барбоскины на даче                  | зелёная ✓ | —         | —                 |
| 2022             | Барбоскины Team                     | зелёная ✓ | зелёная ✓ |                   |

## Награды

### Лунтик и его друзья
- 28 февраля 2015 года премьер-министр России Дмитрий Медведев вручил премии Правительства в области культуры за 2014 год. Среди награждённых: продюсер Александр Боярский, режиссёры Дарина Шмидт и Елена Галдобина, автор литературной концепции Анна Саранцева — за создание анимационного сериала для детей «Лунтик и его друзья»[2].